# Arcyophora zanderi
Arcyophora zanderi är en fjärilsart som beskrevs av Felder 1874. Arcyophora zanderi ingår i släktet Arcyophora och familjen trågspinnare. Inga underarter finns listade i Catalogue of Life.